# Mont-de-l'If

Mont-de-l'If este o comună în departamentul Seine-Maritime, Franța. În 1 ianuarie 2018 avea o populație de 116 de locuitori. Municipalitatea se alătură cu alte trei persoane la 1 ianuarie 2016 pentru a forma noua municipalitate din Saint-Martin-de-l'If și la acea dată ia statutul de municipalitate delegată.

## Istorie
La 1 ianuarie 2016, comunele Betteville, La Folletière, Fréville și Mont-de-l'If au fost regrupate printr-un decret prefectural din 7 decembrie 2015 pentru a forma noua municipalitate Saint-Martin-de-l'If și cu această ocazie au devenit comunități delegate.